# Franz Wilhelm Spies von Büllesheim
Franz Wilhelm Spies von Büllesheim (Heinsberg, 1625 - tussen juni 1683 en februari 1687) was een adellijk grootgrondbezitter in Westfalen. 

## Levensloop
Spies was lid van het geslacht Spies von Büllesheim en een zoon van Herman Spies von Büllesheim (1584-1650) en Catharina van Rechteren (1594-1666). Zijn geboortenamen zullen afgeleid zijn van zijn overgrootvader Franz en zijn grootvader Wilhelm, beiden van vaderszijde. Zijn vader was kapitein der infanterie in dienst van Wolfgang Willem van Palts-Neuburg, paltsgraaf van Palts-Neuburg en hertog van Gulik en Berg. Later diende hij voor de hertog als kamerheer, stadhouder en ambtman te Heinsberg.
Hij was heer van Schweinheim en Schimperen door vererving van zijn vader en heer van Dückenburg en Elbroich (1625-±1685) door huwelijk. Hij werd in de Bergse ridderschap opgezworen met 32 adellijke kwartieren en werd in 1678 nog onder de comparanten van de Limburgse Ridderschap genoemd. 
In zijn militaire carrière bracht hij het tot kornet in de garde van Filips Willem van de Palts Paltsgraaf en hertog van Palts-Neuberg, Gulik en Berg (1657). Hij was ambtman van het ambt Mettmann (1667).

## Huwelijk en gezin
Hij trouwde in of omstreeks 1660, op huwelijksvoorwaarden van 6 juni 1660, met Mechteld Elizabeth von Etzbach zur Dückenburg  († na 1695), erfvrouwe van Dückenburg en Elbroich, uit het Bergisches Land. Zij was een dochter van Johan Dietrich von Etzbach en Margaretha von Neuhoff, en stiftsdame te Susteren geweest. Uit zijn huwelijk zijn onder andere de volgende kinderen bekend:
- Johan Herman (†voor 30 september 1727), 17 februari 1687 beleend met Schymper, 27 september 1726 ingetreden in de Duitse Orde
- Philips Willem (†voor 30 september 1727), 23 maart 1706 beleend met Schymper, 9 april 1714 wegens Dückenburg met acht kwartieren opgezworen in de Bergse Ridderschap, ongehuwd overleden. Hij was universeel erfgenaam van zijn tante Clara Fransisca (1641-1685), abdis van Gerrisheim, onder voorwaarde dat mocht hij intreden in de Duitse Orde zijn erfdeel verviel aan het stamhuis Schrimper. Mogelijk kreeg hij bij magescheid (boedeldeling) van zijn vader Thedinghsweert toebedeeld, want op 28 september 1692 is hij in Tiel bij volmacht verwikkeld in een proces inzake de Thedinghsweert.
- Josef Ferdinand Carl, 30 september 1727 als enige nog in leven zijnde zoon beleend met Schymper, ritmeester in het carabinier-regiment van de Paltz
- Bernhardine Wilhelmine Eleonora, kanonikes van het Damenstift Schwarzheindorf
- Gudele Helena, in 1677 nog minderjarig
- Maria Agnes, jongste dochter, werd in 1690 kanonikes van het stift te Neuss, renuncieerde en huwde met Johan Ferdinand baron von Kerpen tot Itlingen